# Гейбл, Сет
Сет Гейбл (англ. Seth Gabel; род. 3 октября 1981) — американский актёр.

## Жизнь и карьера
Гейбл родился в Холливуде, штат Флорида и окончил Нью-Йоркский университет. Он был воспитан под фамилией своего отчима, который усыновил его, Косентино. Его первая заметная роль была в 2004 году, в сериале FX «Части тела», где он играл приемного сына Фамке Янссен. Он также был гостем в сериалах «Секс в большом городе», «C.S.I.: Место преступления», «Закон и порядок: Специальный корпус» и «Ищейка».
С 2007 по 2009 год, Гейбл играл роль Джереми Дарлинга в прайм-тайм мыльной опере ABC «Грязные мокрые деньги». В 2007 году журнал People включил его с свой список самых сексуальных мужчин года. После закрытия «Грязные мокрые деньги», Гейбл присоединился к сериалу Fox «Грань», в роли Линкольна Ли, где снимался вплоть до его финала в 2013 году. В начале 2013 года он снялся в неудачном пилоте ABC «Готика», а после появился во втором сезоне шоу The CW «Стрела». В 2014 году он исполняет одну из главных ролей в сериале WGN America «Салем».
С 2006 года Гейбл женат на актрисе Брайс Даллас Ховард, у них двое детей.

## Фильмография

### Фильмы
| Год  | Название на русском | Название на английском | Роль         | Примечания             |
| ---- | ------------------- | ---------------------- | ------------ | ---------------------- |
| 2000 | Ловелас             | Tadpole                | Майк         | Не указан в титрах     |
| 2006 | Код да Винчи        | The Da Vinci Code      | Майкл        |                        |
| 2008 | Красавчик           | Good Dick              | Парень       |                        |
| 2009 | Джерри              | Jerry                  | Друг Джерри  | Короткометражный фильм |
| 2010 | Джона Хекс          | Jonah Hex              | Советник     |                        |
| 2011 | Отвези меня домой   | Take Me Home Tonight   | Брент        |                        |
| 2012 | Верность            | Recalled               | Дэнни Сефтон |                        |
| 2014 | Навсегда            | Forever                | Люк          |                        |

### Телевидение
| Год       | Название на русском                 | Название на английском            | Роль                                  | Примечания                                                                                           |
| --------- | ----------------------------------- | --------------------------------- | ------------------------------------- | --- |
| 2002      | Центральная улица, 100              | 100 Centre Street                 | Джеймс Басс                           | Эпизод: «It’s About Love»                                                                            |
| 2002      | Секс в большом городе               | Sex and the City                  | Сладкий молодой моряк                 | Эпизод: «Anchors Away»                                                                               |
| 2003      |                                     | The Lyon’s Den                    | Бо Ван Хешши                          | Эпизод: «Beach House»                                                                                |
| 2004      | Женская бригада                     | The Division                      | Михаил Оминский                       | Эпизод: «Acts of Desperation»                                                                        |
| 2004      | Части тела                          | Nip/Tuck                          | Адриан Мур                            | 5 эпизодов                                                                                           |
| 2004      | C.S.I.: Место преступления          | CSI: Crime Scene Investigation    | Гэвин «Рекс» Лэйн                     | Эпизод: «Formalities»                                                                                |
| 2005      | Закон и порядок: Специальный корпус | Law & Order: Special Victims Unit | Гаррет Перл                           | Эпизод: «Game»                                                                                       |
| 2005      | Ищейка                              | The Closer                        | Николай Козлов                        | Эпизод: «The Big Picture»                                                                            |
| 2006      |                                     | Beyond                            | Дэвид                                 | Пилот                                                                                                |
| 2007-2009 | Грязные мокрые деньги               | Dirty Sexy Money                  | Джереми Дарлинг                       | Регулярная роль, 23 эпизода                                                                          |
| 2010      | C.S.I.: Место преступления          | CSI: Crime Scene Investigation    | Ларри Колтон                          | Эпизод: «Unshockable»                                                                                |
| 2010      | Такая разная Тара                   | United States of Tara             | Зак                                   | 4 эпизода                                                                                            |
| 2010-2013 | Грань                               | Fringe                            | агент Линкольн Ли/капитан Линкольн Ли | Регулярная роль, 34 эпизода Номинация — Премия «Сатурн» за лучшую гостевую роль в телесериале (2011) |
| 2013      | Готика                              | Gothica                           | Родерик Ашер                          | Пилот                                                                                                |
| 2013      | Айронсайд                           | Ironside                          | Бадди Ровнер                          | Эпизод: «Action»                                                                                     |
| 2013      | Стрела                              | Arrow                             | Граф Вертиго                          | 3 эпизода                                                                                            |
| 2014-2017 | Салем                               | Salem                             | Коттон Мэзер                          | Регулярная роль                                                                                      |
| 2015      | Американская история ужасов: Отель  | American Horror Story: Hotel      | Джеффри Дамер                         | 2 эпизода                                                                                            |
| 2017-2018 | Гений                               | Genius                            | Мишель Бессо, Гийом Аполлинер         | |